# Nube Interstellare Locale

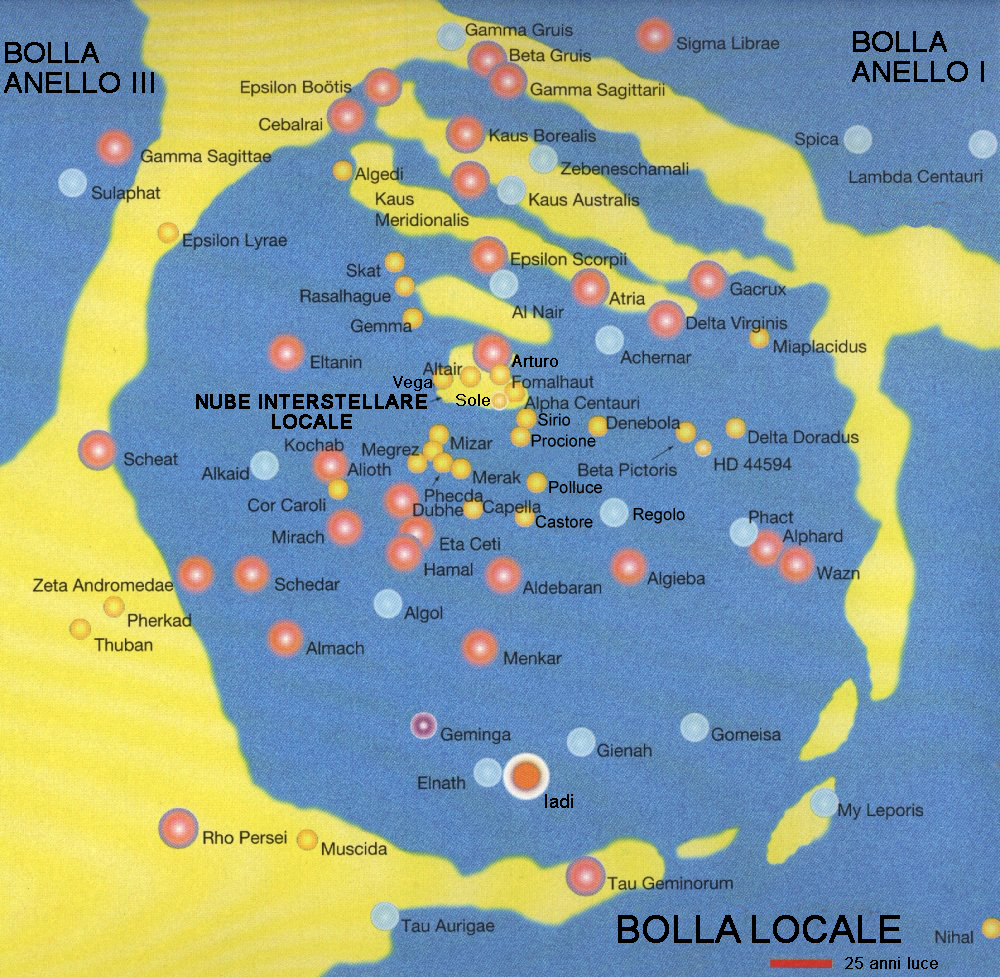
La struttura della Bolla Locale e le stelle che vi fanno parte; si nota la Nube Interstellare Locale.

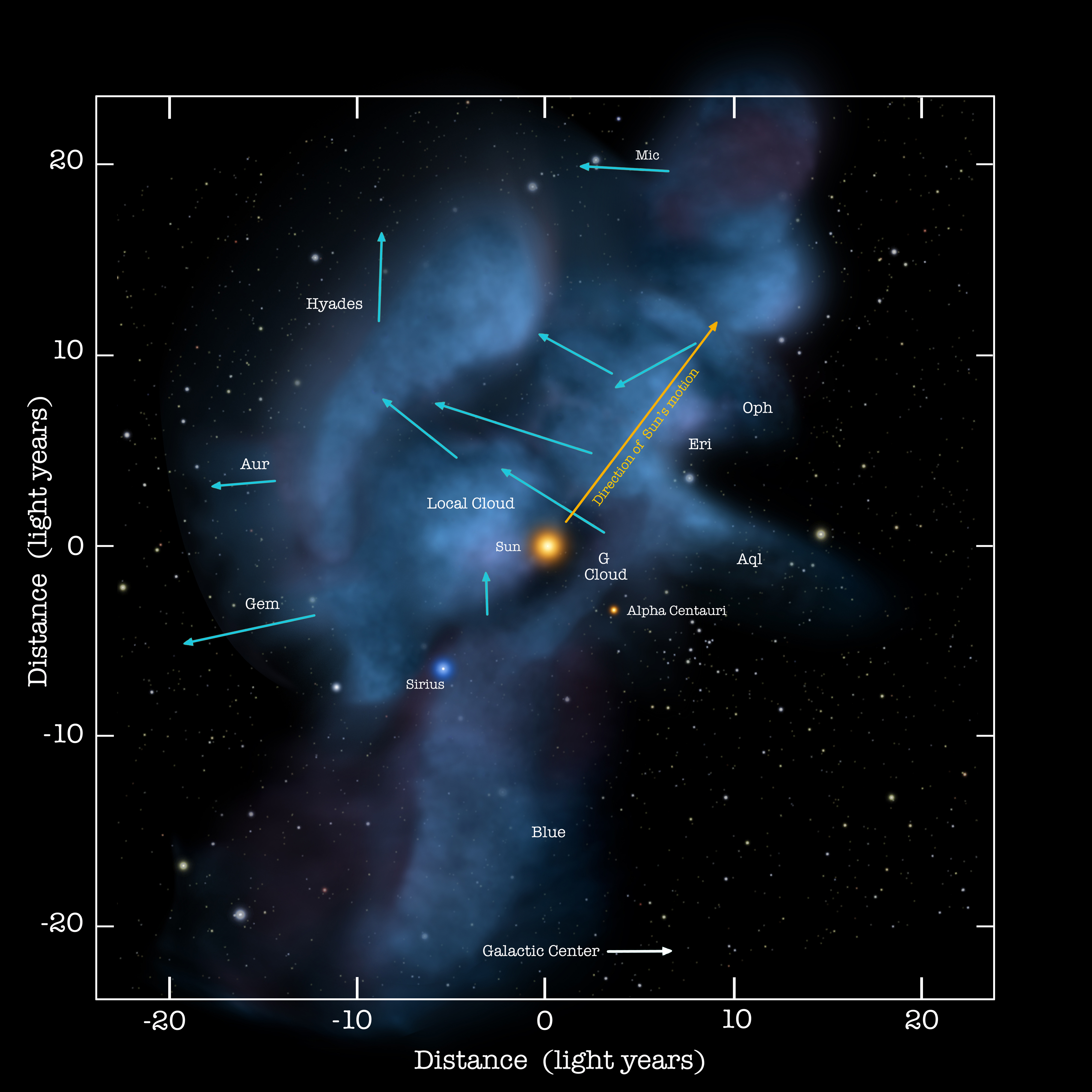
Direzioni di movimento del sistema solare e delle nubi interstellari confinanti.

La Nube Interstellare Locale è una nube interstellare estesa per circa 30 anni luce attraverso la quale si sta muovendo attualmente il Sistema solare. Non è del tutto chiaro se il Sole si trovi proprio immerso nella nube o se si situi nella regione dove la nube interagisce con le strutture confinanti.
Si ritiene che il Sole sia entrato in questa nube in un periodo compreso tra 44 000 e 150 000 anni fa e che vi resterà per i prossimi 10 000 – 20 000 anni.

## Caratteristiche
La nube ha una temperatura (in condizioni standard) di circa 6000 K, più o meno la stessa temperatura della superficie del Sole. Tuttavia la sua capacità termica specifica è piuttosto limitata a causa della densità estremamente bassa, stimata in 0,26 atomi al centimetro cubo, inferiore a quella del mezzo interstellare della nostra Galassia (0,5 atomi/cm3), ma circa cinque volte quella della Bolla Locale (0,05 atomi/cm3) che circonda la nube. Per raffronto, l'atmosfera terrestre, in condizioni standard, ha una densità di 2,7 × 1019 molecole al cm3, e ancora di 52 milioni a 150 km di altitudine.. 
La nube si è formata a partire dall'incontro tra la Bolla Locale e la Bolla Anello I. La Nube Locale circonda anche altre stelle, tra cui Alfa Centauri, Altair, Vega, Fomalhaut e Arturo.
La nube si sta muovendo verso l'esterno dall'Associazione Scorpius-Centaurus, un'associazione stellare caratterizzata da una notevole formazione stellare. Le interazioni tra la nube e la Terra sono schermate dal vento solare e dal campo magnetico solare. L'interazione con l'eliosfera è oggetto di rilevazione da parte dell'Interstellar Boundary Explorer (IBEX), un satellite della NASA dedicato alla mappatura del confine tra il sistema solare e lo spazio interstellare.